# Rhetinocarpha
Rhetinocarpha là một chi thực vật có hoa trong họ Cúc (Asteraceae).

## Loài
Chi Rhetinocarpha gồm các loài: